# Kohlenstoffbindung im Boden
Die Kohlenstoffbindung im Boden (englisch soil carbon sequestration, kurz SCS) bezeichnet Methoden der Bodenbewirtschaftung, die den organischen Kohlenstoffgehalt des Bodens erhöhen, indem der Erdatmosphäre netto CO2 und andere klimaschädliche Kohlenstoffverbindungen entzogen werden. Aufgrund dieser Netto-Kohlenstoffentnahme handelt es sich bei SCS um eine Negativemissionstechnologie.

## Methoden zur Kohlenstoffbindung im Boden
Wie viel Kohlenstoff im Boden verbleibt, hängt von der Bilanz der Kohlenstoffeinträge in den Boden (z. B. durch Ernterückstände wie Stoppeln oder Wurzeln, oder Hofdünger wie Mist) und der Kohlenstoffverluste aus dem Boden (meist durch Atmung, verstärkt durch Bodenstörungen) ab. Neben Kohlenstoffdioxid spielt hier auch Methan (CH4) eine wichtige Rolle. Daher können Praktiken, die entweder die Einträge erhöhen oder die Verluste verringern oder beides, SCS fördern. Bei SCS handelt es sich also um eine Sammlung von Bewirtschaftungsarten, die das Gleichgewicht zwischen Kohlenstoffeinträgen und -austrägen zu Gunsten der Kohlenstoffbindung im Boden beeinflussen.
Dies umfasst Methoden der Regenerativen Landwirtschaft, bei denen davon ausgegangen wird, dass sie dem Boden netto Kohlenstoff zuführen: Verwendung von Deckfrüchten und das Zurücklassen von Ernterückständen auf dem Feld, Rückführung organischer Rückstände auf das Feld durch Düngung (hier sind die Düngemittel Hofdünger, Gülle, Kompost  typisch), Anpflanzung tiefwurzelnder Pflanzen, Gras-Klee-Weiden in Fruchtfolgen, Agroforstwirtschaft, diversifizierte Fruchtfolgen und Direktsaatverfahren.
Am Lehrstuhl für Forstliche Wirtschaftslehre, Fakultät für Wirtschaftswissenschaften, Technische Universität München, wurde zum Beispiel 2016 im Rahmen einer Dissertation die Kohlenstoffbindung in Kamerun bei der Waldbewirtschaftung untersucht.

## Methoden zur Berechnung
Das Bundesamt für Umwelt (BAFU) in der Schweiz verwendet die Digitale Bodenkarte und zwei Methoden zur Kategorisierung der Bodennutzung, NOLU04 (mit 46 Kategorien) und eine AREA-abgeleitete Methode (mit 27 Kategorien), um ein eigenes Bodenkategoriesystem zu definieren: die sogenannten Kombinationskategorien (CC). Zwei dieser Kombinationskategorien sind Ackerland (CC Nummer 21) mit 390 kha im Jahr 2017 und Grasland (CC Nummer 31) mit 922 kha im Jahr 2017.
Ackerland und Grasland stellen die Bodentypen dar, auf die Schätzungen für optimale SCS-Raten aus der Literatur angewandt werden können. Eine französische Studie schätzte das Potenzial für SCS auf landwirtschaftlich genutzten Flächen auf 0,63 t C pro Hektar und Jahr (man beachte, dass hier C Kohlenstoff meint, und nicht CO2). Eine lineare Extrapolation dieses Potenzials auf die gesamte Schweizer Ackerfläche ergibt ein Potenzial von 925 kt CO2 pro Jahr. Schweizer Langzeitversuche für SCS auf Grasland ergeben ein SCS-Potenzial von 0,28 t C pro Hektar und Jahr.

## Gegenwärtige Kohlenstoffsequestrierung am Beispiel der Schweiz
Die jährlichen Veränderungen der Kohlenstoffvorräte der Schweizer Böden werden seit 2019 von Agroscope, einem Teil des WBFs, mit Modellen berechnet. Diese Daten werden in einem Bericht über das Treibhausgasinventar der Schweiz, einer jährlich erscheinenden Publikation des BAFU, zusammen mit weiteren Daten zusammengeführt. Dabei werden verschiedene Komponenten der Veränderungen der Kohlenstoffvorräte in Schweizer Böden berücksichtigt. Eine Netto-Kohlenstoffbestandszunahme in Böden wird als Rate der SCS in der Schweiz interpretiert, die sich aus den wenigen derzeit verwendeten Landmanagementtechniken (die nicht für SCS optimiert sind) ergibt. Gemäß dem Treibhausgasinventar war die SCS-Rate in der Schweiz von 2000 bis 2020 vernachlässigbar gering.
Demnach ergibt sich ein Potenzial von insgesamt 945 kt CO2 pro Jahr auf Schweizer Grasland. Zusammen ergeben Ackerland und Grasland ein Potenzial von 1,87 Mio. t CO2 pro Jahr. Dies entspricht etwa 4–5 % der gesamten produktionsbedingten CO2-Emissionen der Schweiz im Jahr 2018. Diese Schätzungen liegen zwischen dem von Smith et al. angegebenen Minimum von 0,03 t C pro Jahr und dem Maximum von 1 t C pro Hektar und Jahr für Acker- und Grasland im globalen Durchschnitt und gelten deshalb als plausibel.
Das kombinierte Potenzial für SCS in der Schweiz – sowohl aus der Landwirtschaft (0,7 Mio. t CO2 pro Jahr) als auch aus dem Bodenmanagement (1,9 Mio. t CO2 pro Jahr) – beläuft sich nach Schätzungen für das Jahr 2019 auf 2,6 Mio. t CO2 pro Jahr. Diese Schätzung ergibt sich aus der Kombination von Daten des Bundesamtes für Umwelt (BAFU) über Ackerland sowie Schätzungen des Kohlenstoff-Sequestrierungspotenzials des Bodens pro Hektar (ha) aus der Literatur für geographische Standorte mit ähnlichen klimatischen und geologischen Eigenschaften wie die der Schweiz. Dies entspricht in etwa 6–7 % der jährlichen CO2-Emissionen der Schweiz im Jahr 2018.

## Tiefpflügen

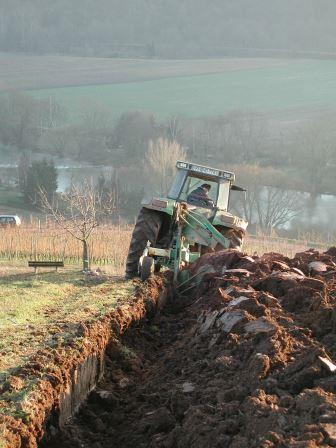
Tiefpflügen

Ein weiterer Ansatz des Landmanagements, das Tiefpflügen, könnte zusätzliches SCS-Potenzial bieten. Studien aus Deutschland und Neuseeland zeigen, dass die Verlagerung von nicht leicht abbaubarem Kohlenstoff in größere Tiefen des Bodens, wo er aufgrund längerer Verweilzeiten gespeichert wird, substantielle Sequestrationsgewinne liefern kann. Beuttler et al. schätzen, dass die Anwendung dieser Tiefpflugstechnik auf 5000 ha Boden ein jährliches Sequestrierungspotential von 15,4 Mio. t CO2 über 20 Jahre bieten könnte. Dies entspricht einem jährlichen Potential von 770 kt CO2 pro Jahr.
Beim Tiefpflügen würde die kumulative SCS-Gesamtsumme in der Schweiz über zwei Jahrzehnte 15,4 Mio. t CO2 betragen. Darüber hinaus müssten die SCS-Praktiken beibehalten werden, um zu vermeiden, dass Kohlenstoff wieder in die Atmosphäre gelangt: Es besteht also die Gefahr einer Umkehrung der Kohlenstoffgewinne, wenn die Praktiken nicht stabilisiert werden. Dies bedeutet auch, dass die mit SCS-Praktiken verbundenen Kosten fortbestehen werden, sobald die Böden gesättigt sind.
In der Vergangenheit wurde Tiefpflügen häufig zur Bodenverbesserung eingesetzt. So wurden zum Beispiel Moorböden, die große Mengen organisches Material (also Kohlenstoff) enthalten, tiefgepflügt, um den Boden für die Landwirtschaft nutzbar zu machen. Dabei wurde das bisher unter Luftabschluss liegende organische Material mit Sauerstoff in Verbindung gebracht, was dazu führte, dass große Mengen CO2 bei der Verrottung freigesetzt wurden. Das Tiefpflügen widerspricht auch dem Ansatz der regenerativen Landwirtschaft, also den oben genannten weniger invasiven landwirtschaftlichen Maßnahmen. Die oberflächliche Humusschicht mit dem darin befindlichen Bodenleben und die tiefwurzelnden Pflanzen werden zerstört, was sich nachteilig auf die Bodenfruchtbarkeit auswirkt.

## Sättigung der Kohlenstoffaufnahme in Böden
Die Schätzungen sind mit einem wesentlichen Vorbehalt verbunden: die Kohlenstoffvorräte in Böden neigen dazu, einen Sättigungspunkt zu erreichen. Sobald dieser Sättigungspunkt erreicht ist, hören weitere Kohlenstoffeinträge auf, sich in einen höheren Kohlenstoffgehalt des Bodens zu übersetzen. Beuttler et al. schätzen, dass bei den hier betrachteten Raten die Böden nach etwa zwei Jahrzehnten gesättigt sein werden. Die Schätzung der Sättigungszeit ist jedoch unsicher. Dies deshalb, weil der Zeitpunkt des Erreichens der Sättigung hauptsächlich von der aktuellen C-Speicherung im Vergleich zum Potential der maximalen C-Speicherung abhängt. Beispielsweise schätzten West und Post, dass in 67 Langzeitexperimenten die Zeit bis zur Sättigung für Böden mit Fruchtfolge und Direktsaat etwa 15 Jahre beträgt. Smith schätzt, dass die Kohlenstoffsättigung des Bodens nach 10–100 Jahren eintritt, je nach Boden, Klima und SCS-Merkmalen. Der IPCC verwendet eine Standard-Sättigungszeit von 20 Jahren.

## Globale SCS-Potentiale
Die globalen SCS-Potentiale sind um Größenordnungen größer als die Schweizer Potentiale. Der Literaturüberblick von Fuss et al. über dreiundzwanzig verschiedene Studien gibt eine Schätzung des durchschnittlichen globalen SCS-Potenzials von 4,28 Gt CO2 pro Jahr, im Median 3,68 Gt CO2 pro Jahr an. Dies entspricht etwa 9–11 % der gegenwärtigen globalen Emissionen. Eine neuere Schätzung von Lal ergibt ein viel höheres Potenzial von etwa 9 Gt CO2 pro Jahr, was etwa 23 % der globalen Emissionen pro Jahr entspricht. Lenton hingegen schätzt, dass ein maximales jährliches Potential von ca. 0,9 Gt Kohlenstoff pro Jahr über 12,5 Jahre bzw. 0,4 bis 1,2 Gt Kohlenstoff pro Jahr über 50 Jahre erreicht werden kann. Es ist jedoch zu beachten, dass aufgrund von Sättigungseffekten und einer möglichen Wiederfreisetzung von Kohlenstoff nach Beendigung der SCS-Praxis das kumulative Gesamtpotenzial von SCS begrenzt ist.

## Kosten für die Umsetzung von SCS
In der wissenschaftlichen Literatur werden mehrere Schätzungen zu den Kosten einer Tonne bodengebundenen Kohlendioxids gegeben, die jedoch stark von der geographischen Lage und der Bodenzusammensetzung abhängen. In der Übersicht von Fuss et al. wurden nur drei Arbeiten gefunden, die Schätzungen für die Kosten der SCS liefern. Nach den Schätzungen der Autoren könnten etwa 20 % der globalen SCS zu negativen Kosten realisiert werden, die zwischen -45$ und 0 $ pro t CO2-Äq. liegen. Etwa 80 % könnten zu Kosten zwischen 0 $ und 10 $ pro t CO2-Äq. realisiert werden. Die Gesamtkosten für eine globale Implementierung würden unter diesen Bedingungen −7,7 Milliarden $ betragen. Diese Schätzungen deuten auf ein großes Potential für Skalierbarkeit hin. In der Schweiz wird die einzige Kostenschätzung für SCS von Beuttler et al. angegeben und beläuft sich auf 0–80 CHF pro t CO2 . Diese Schätzungen ignorieren die Opportunitätskosten von Kohlenstoff: Die Kosten aus Klimaschäden, die durch die Nicht-Implementierung von SCS entstehen. Diese Kosten sind erheblich: Nordhaus schätzt sie auf rund 30 US$ pro Tonne CO2 .

## Technische Herausforderungen und Risiken
Eine zentrale Herausforderung für die Umsetzung von SCS ist die Validierung oder unabhängige Überprüfung einer erfolgreichen Sequestrierung von Kohlenstoff im Boden. Dies wird als Voraussetzung für die Bildung eines viablen Marktes angesehen. Die Entwicklung von Methoden zur kostengünstigen Messung von Bodenkohlenstoff bilden ein aktives Forschungsgebiet.
Die Vermeidung der Emission anderer Treibhausgase (z. B. N2O) ist ein potentieller Nebeneffekt von SCS. Smith stellt fest, dass viele der negativen Auswirkungen mit einem geeigneten Portfolio von SCS-Techniken überwunden werden können.
Es bleibt ungewiss, wo die Sättigungsniveaus für die Kohlenstoffrückhaltung bei bestimmten Bodentypen liegen.
Eine weitere Herausforderung ist die Reversibilität der Kohlenstoffbindung im Boden. Auf Grund des natürlichen Kohlenstoffzyklus verlässt Kohlenstoff permanent den Boden und müsste insbesondere auf landwirtschaftlich genutzten Flächen aktiv wieder eingebracht werden, um den Kohlenstoffgehalt im Boden stabil zu halten. Die Kohlenstoffbindung im Boden ist also anfällig für eine Umkehrung, wenn die Bodenbewirtschaftungstechniken auf nachteilige Weise verändert werden bzw. das Bodenmanagement eingestellt wird. Es wird erwartet, dass eine Wiederfreisetzung innerhalb von Jahren erfolgen würde. 

Es bleibt ebenfalls ungewiss, mit welchen Methoden dem Mangel an Dauerhaftigkeit des durch SCS gebundenen Bodenkohlenstoffs begegnet werden kann, z. B. durch Erhöhung von langlebigen kohlenstoffhaltigen Komponenten in den Pflanzenwurzeln.
Die Anreicherung von Bodenkohlenstoff mittels Biomasse geht einher mit einem Anstieg der Konzentrationen von Stickstoff, Phosphor und Kalium. Dies könnte zu einer Steigerung der Verschmutzung von Gewässern führen.